# MIPS (prestandamått)
För processorakitekturen med detta namn, se MIPS (processorarkitektur).
MIPS (akronym av ”miljoner instruktioner per sekund” eller engelska ”million instructions per second”) anger hur många miljontals maskininstruktioner som kan utföras på en sekund. MIPS-tal är inte ett bra mått på hur snabb en processor eller annan typ av beräkningsenhet är. Vissa processorer gör till sin natur ofta mindre nyttigt arbete per instruktion (RISC) än andra (CISC). 
Måttet har inget speciellt samband med processorarkitekturen MIPS, vars namn är en förkortning av ”microprocessor without interlocked pipeline stages”.

## Historisk utveckling i MIPS-värden
| Processor                     | MIPS  | År   |
| ----------------------------- | ----- | ---- |
| Intel 8080 vid 2 MHz          | 0,640 | 1974 |
| Motorola 68000 vid 8 MHz      | 1     | 1979 |
| ARM 7500FE vid 40 MHz         | 35,9  | 1996 |
| Intel 486DX vid 66 MHz        | 54    | 1992 |
| Zilog eZ80 vid 50 MHz         | 80    | 1999 |
| ARM10 vid 300 MHz             | 400   | 1998 |
| IBM PowerPC 440GP vid 500 MHz | 1000  | 2002 |
| Athlon 64 vid 2,8 GHz         | 8400  | 2005 |